# Massa a riposo dell'elettrone
Per massa a riposo dell'elettrone (me o m0) si intende il valore della massa assunto da un elettrone in determinate condizioni. Trattasi di una delle costanti fisiche universali, nonché di una delle unità di misura naturali facenti parte del sistema delle unità atomiche. Il suo valore numerico, nel sistema internazionale, ammonta a circa 9,11×10−31 kg.